# أوموت سونميز
أوموت سونميز (بالألمانية: Umut Sönmez)‏ هو لاعب كرة قدم ألماني في مركز الوسط، ولد في 20 يونيو 1993 في وارتو في تركيا. شارك مع منتخب أذربيجان تحت 21 سنة لكرة القدم. أما مع النوادي، فقد لعب مع أوردو سبور وغازي عنتاب بي.بي.كي.

## وصلات خارجية
- أوموت سونميز على موقع اتحاد تركيا (لاعب) (الإنجليزية)
- أوموت سونميز على موقع قاعدة بيانات كرة القدم.إي يو (الإنجليزية)
- أوموت سونميز على موقع Soccerway.com (الإنجليزية)
- أوموت سونميز على موقع عالم كرة القدم.نت (الإنجليزية)